# Sofia da Baviera
Sofia da Baviera (Munique, 27 de janeiro de 1805 — Viena, 28 de maio de 1872), princesa da Baviera e arquiduquesa da Áustria, foi a quarta filha de Maximiliano I José da Baviera e de sua segunda esposa, Carolina de Baden. Sofia tinha uma irmã gêmea, Maria Ana. Entre outros, foi retradada por Stieler e exposta na galeria da beleza.

## Casamento e filhos

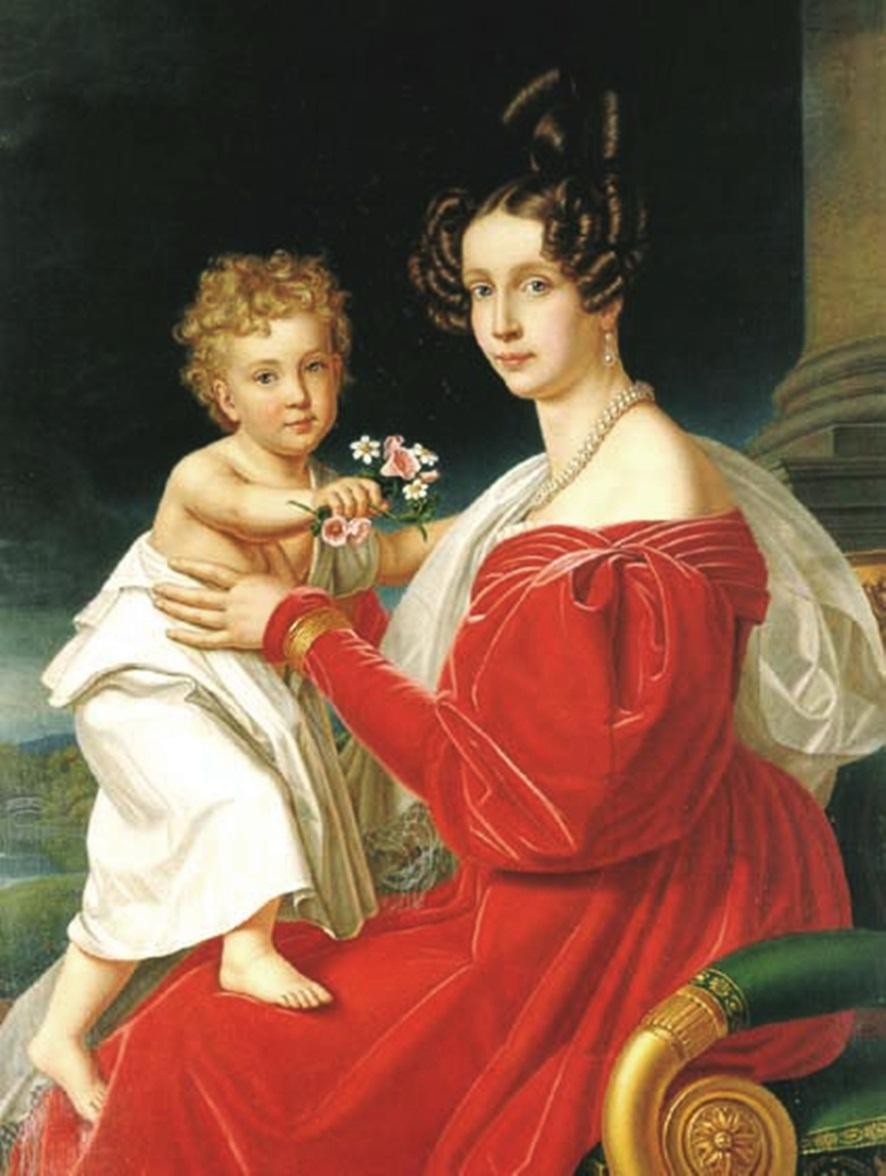
Retrato da arquiduquesa Sofia com seu primogênito, Francisco José, por Joseph Karl Stieler (1832).

Em 4 de novembro de 1824, a princesa Sofia da Baviera casou-se com o arquiduque Francisco Carlos da Áustria, o segundo filho do imperador Francisco I. Eles tiveram cinco filhos e uma filha: 
- Francisco José (1830-1916), Imperador da Áustria, casou-se com Isabel da Baviera, com descendência;
- Maximiliano (1832-1867), Imperador do México, casou-se com Carlota da Bélgica, sem descendência;
- Carlos Luís (1833-1896), Casou-se pela primeira vez com Margarida da Saxônia, sem descendência. Casou pela segunda vez com Maria Anunciata das Duas Sicílias, com descendência. Casou pela terceira vez com Maria Teresa de Bragança, com descendência;
- Aborto espontâneo (1834);
- Maria Ana (1835-1840), Morreu na infância;
- Filho natimorto (1840);
- Luís Vítor (1842-1919), Morreu solteiro e sem descendência.

## Influência e ambições
Seu desejo de colocar seu filho mais velho no trono austríaco era um tema constante nos assuntos políticos da Áustria. Na época, ela era chamada de "o único homem da corte".
Durante as Revoluções de 1848, ela convenceu seu marido, um homem de mente fraca, a desistir de seus direitos ao trono em favor de Francisco José. Com a abdicação de Fernando I, seu cunhado, em favor de seu primogênito, Sofia tornou-se ainda mais influente.
Em 1853, a arquiduquesa Sofia convidou sua irmã Luísa Guilhermina para visitá-la em companhia da filha Helena, então com dezessete anos. O objetivo de Sofia era casar seu herdeiro com a prima. A irmã "Sisi", então com quinze anos, foi junto. Ao vê-la, Francisco José apaixonou-se pela prima mais jovem, com quem se casou em abril de 1854, tornando-a imperatriz da Áustria.
A relação entre Sofia e sua nora não foi boa e chegou a ser de um tema um longo musical sobre a vida da imperatriz. Em filmes, a arquiduquesa é retratada como uma mulher diabólica e sem misericórdia, determinada quase exclusivamente a arruinar a vida de "Sissi".

## Últimos anos e morte

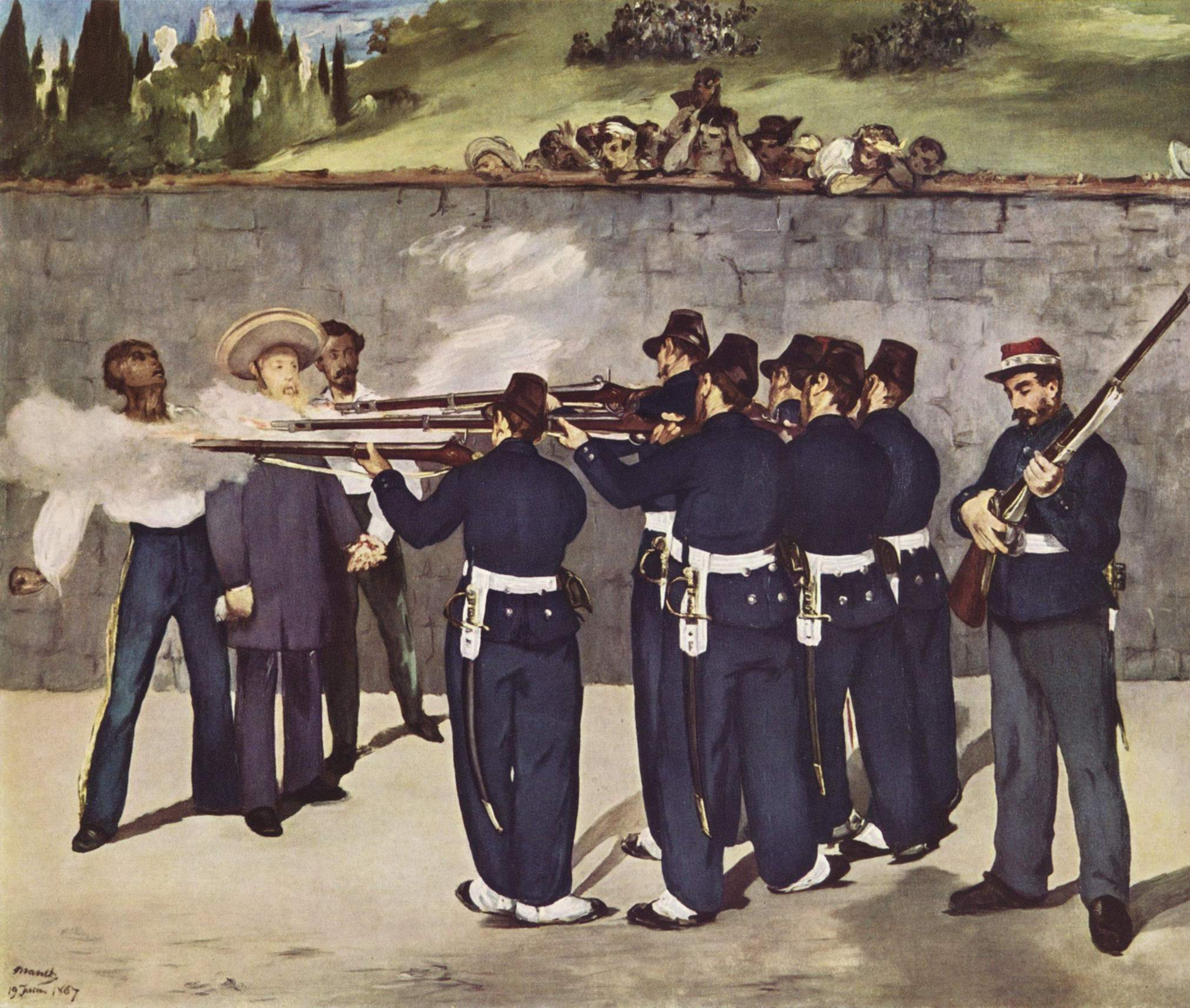
A execução de Maximiliano do México transtornou a sua mãe, Sofia da Baviera, e o acontecimento foi imortalizado por Edouard Manet, em 1868.

Sofia manteve um detalhado diário que conta a maior parte de sua vida e que revela muito da vida na corte austríaca. Ela retirou-se da vida pública após a execução de seu segundo filho, Maximiliano, da qual nunca se recuperou. A arquiduquesa morreu de tumor cerebral, em 1872.
Após a morte de Napoleão II, houve rumores de que existiu um caso amoroso entre os dois. Contudo, os rumores nunca foram provados. De fato, ambos eram bons amigos, e sua morte afetou-a muito. É dito que Sofia tornou-se a mulher fria e ambiciosa descrita em ficção depois da morte de Napoleão II. As más línguas também dizem que ele era o verdadeiro pai de Maximiliano.